# Частина 8: Спасіння
Частина 8: Спасіння — восьмий епізод американського телевізійного серіалу «Мандалорець». Написана шоуранером серії Джоном Фавро, режисери — Тайка Вайтіті та Джон Фавро, випущений на «Disney+» 27 грудня 2019 року. Головну роль грає Педро Паскаль — Мандалорець, самотній мисливець за головами, який вирушає на завдання загадкового Клієнта. Українською мовою серія озвучена студією «Стругачка».

## Зміст
Імперські розвідники наближаються до табора і запрошують дозволу на прохід. Доки імперці чекають на дозвіл рухатися дроїд-нянька IG-11 вбиває їх і рятує Дитя.
Дроїд розчулений нечемністю сцени і співчуває Дитині — що він побачив це. Дроїд разом з Малюком направляється в місто, де солдати Моффа Ґідеона оточили Мандалорця, Кару Дюн і Грифа Каргу. Імперці встановлюють потужній скорострілень — важкий автоматичний бластер.
Ґідеон, тим часом, намагається переконати команду здатися, погрожуючи бластером E-WEB, і не дає жодних гарантій. Він розкриває справжнє ім'я Мандалорця — Дін Джерін. Мандо згадує як загинули захищаючи його батьки — і він побачив у бою вперше мандалорця. Його знайшов і виховував Мандалорський Бойовий Корпус.
Раптово з'являється IG-11 і повідомляє — Квіла було ліквідовано. Робот намагається звільнити їх, проте, в ході розпочатої перестрілки Гідеон важко поранює Діна і команді доводиться знову сховатися в штабі. Дроїд-нянька ціною своїх запчастин доблесно захищає Малюка. Мандо використовує захоплений високоскорострілень-бластер задля прибирання можливих убивць Дитини.
В часі бою дроїду відстрелюють нижню кінцівку. Кара Дюн загнана в кут; Мофф поранює Мандо. Кара і Гриф відтягують Мандо. Їм допомагає дроїд-нянька. Штурмовик-вогнеметник випалює штаб зсередини, однак, Мандо дійсно важко поранений але відмовляється зняти шолом.
Дитина використовує Силу і обертає струмінь вогню назад. Команда вирішує сховатися в каналізації, а поранений Дін і IG-11 залишаються в будівлі. Дроїду вдається як неживій істоті побачити лице Мандо і загоїти рани Джеріна, і навіть жартує — щоб підняти настрій (згідно його інструкцій). Обидва добираються до решти групи.
Дін знаходить підземний притулок мандалорців, але виявляється, що після втечі Мандо з Дитиною імперці зачистили притулок, убивши багатьох мандалорців, крім Зброярки і тих, кому вдалося втекти. Та передає Діну реактивний ранець — останню частину броні почесного мандалорця. Вона покладає на Мандо обов'язок скласти новий клан, куди тепер входять Дін і Дитя, про якого той повинен піклуватись, поки не поверне рідній расі.
Бо це шлях
Команда поповнює запаси зброї й переправляється по лавовій річці до виходу на поверхню при допомозі зустріненого дорогою дроїда. Але біля виходу з тунелю їх уже чекають солдати Ґідеона. Зброярка дарує Мандо реактивний ранець з його рідної планети.
Зброярка своїми молотами вбиває імперських штурмовиків. IG-11, жертвуючи собою заради команди, самознищується в лавовій річці, вбиваючи вибухом себе всіх штурмовиків — він виконує вторинну команду заради первинної (як нянька). Команда вибирається на поверхню, але потрапляє під атаку Гідеона на його штурмовику «TI-файтер». Джерін, використовуючи свій новий реактивний ранець, підлітає до винищувача і підриває його. Дін забирає Дитя на корабель, а Кара Дюн і Гриф Карга залишаються на Наварро.
Біля місця посадки свого корабля Мандо складає невелику могилу для Квїла, який віддав життя за порятунок Дитини (і Дівчаток). Після цього Дін і Дитя полишають планету.
Тим часом Гідеон вибирається з уламків літака з допомогою легендарного темного меча, що належав мандалорцям.
Мандалорець — це кредо. Малюк тепер твій клопіт.
За протоколом виробника мене не можна брати в полон — я маю бути знищений. Тому — доброго гумору.

## Сприйняття
На «Rotten Tomatoes» серія має рейтинг схвалення 100 %, підтримка 8.46 з можливих 10 — при 26 відгуках. Висновок критиків вебсайту наступний: «Мандалорець закінчує вибухом і приємною дозою „Спасіння“, драажнячи, дражнячи новими пригодами»
Алан Сепінволл з «Rolling Stone» надав позитивний огляд та відзначив, що «Я не можу дочекатися наступного етапу цієї справи, і я дуже радий завершити 2019 рік із гарним почуттям, пов'язаним із „ Зоряними війнами“».
Кіт Фіппс з видання «New York Magazine»: "Якщо пощастить, Мандалорець та Дитина йдуть до щасливого завершення пригод — але такого, який, сподіваємось, не прибуде занадто скоро.
Кеті Райф з «The A.V. Club»: «У „Мандалоріанці“ залишилось стільки таємниць, які слід дослідити. І із задовольняючим висновком, накладеним на вражаюче високий рівень майстерності в першому сезоні, майбутнє „Зоряних воєн“ насправді виглядає досить яскравим — принаймні по телевізору».

## Знімались
- Педро Паскаль — Мандалорець
- Тайка Вайтіті — голос IG-11
- Джанкарло Еспозіто — Мофф Гідеон
- Джина Карано — Кара Дюн
- Карл Везерс — Гриф Карга
- Емілі Своллоу — Зброярка
- Джейсон Судейкіс — перший імперський розвідник
- Адам Паллі — другий імперський розвідник